# Trzęsina
Trzęsina [pronunciación en polaco: /tʂɛ̃ˈɕina/] (en alemán: Trzenschin, 1936-45: Neuwiese en Oberschlesien) es un pueblo ubicado en el distrito administrativo de Gmina Turawa, dentro del Condado de Opole, Voivodato de Opole, en el sur de Polonia occidental. Se encuentra aproximadamente a 2 kilómetros al oeste de Turawa y a 13 kilómetros al noreste de la capital regional Opole.
Antes de 1945, el área fue parte de Alemania.